# Hereketa Îslamiya Kurdistanê
El Hereketa Îslamiya Kurdistanê (Societat Islàmica del Kurdistan) és un moviment islàmic kurd (sunnita) destinat als kurds religiosos que viuen a Europa, demanant la participació de nous militants al combat i a proporciona ajuda econòmica al Partit dels Treballadors del Kurdistan. El moviment es va fundar el 1993, sota el lideratge de Seyda Mele Abdullah. Mele Şafiî va ser elegit president de la Societat Islàmica del Kurdistan el maig de 1995. Es va refundar el 25 de maig de 2004 amb el nom de Civaka Îslamiya Kurdistanê Societat Islàmica del Kurdistan (CİK).
L'organització no figurava entre les 12 organitzacions terroristes actives en el 2007, segons el Departament de contra-terrorisme i operacions del Directori General per a la Seguretat (Policia turca).